# Resolució 421 del Consell de Seguretat de les Nacions Unides
La Resolució 421 del Consell de Seguretat de les Nacions Unides, aprovada per unanimitat el 9 de desembre de 1977 després de recordar la resolució 418, el Consell va decidir establir un comitè per supervisar la implementació d'aquesta resolució. Va assignar a la comissió que respongués les seves observacions i recomanacions sobre les maneres en què l'embargament d'armes podria ser fer més eficaç contra Sud-àfrica i demanar als Estats membres sobre com estan implementant la resolució.
La Resolució 421 va demanar a tots els Estats membres que cooperessin plenament amb la comissió en els paràgrafs anteriors i al Secretari General de les Nacions Unides que fes els acords adequats per permetre la funció del comitè.